# Hamerský rybník (Botič)

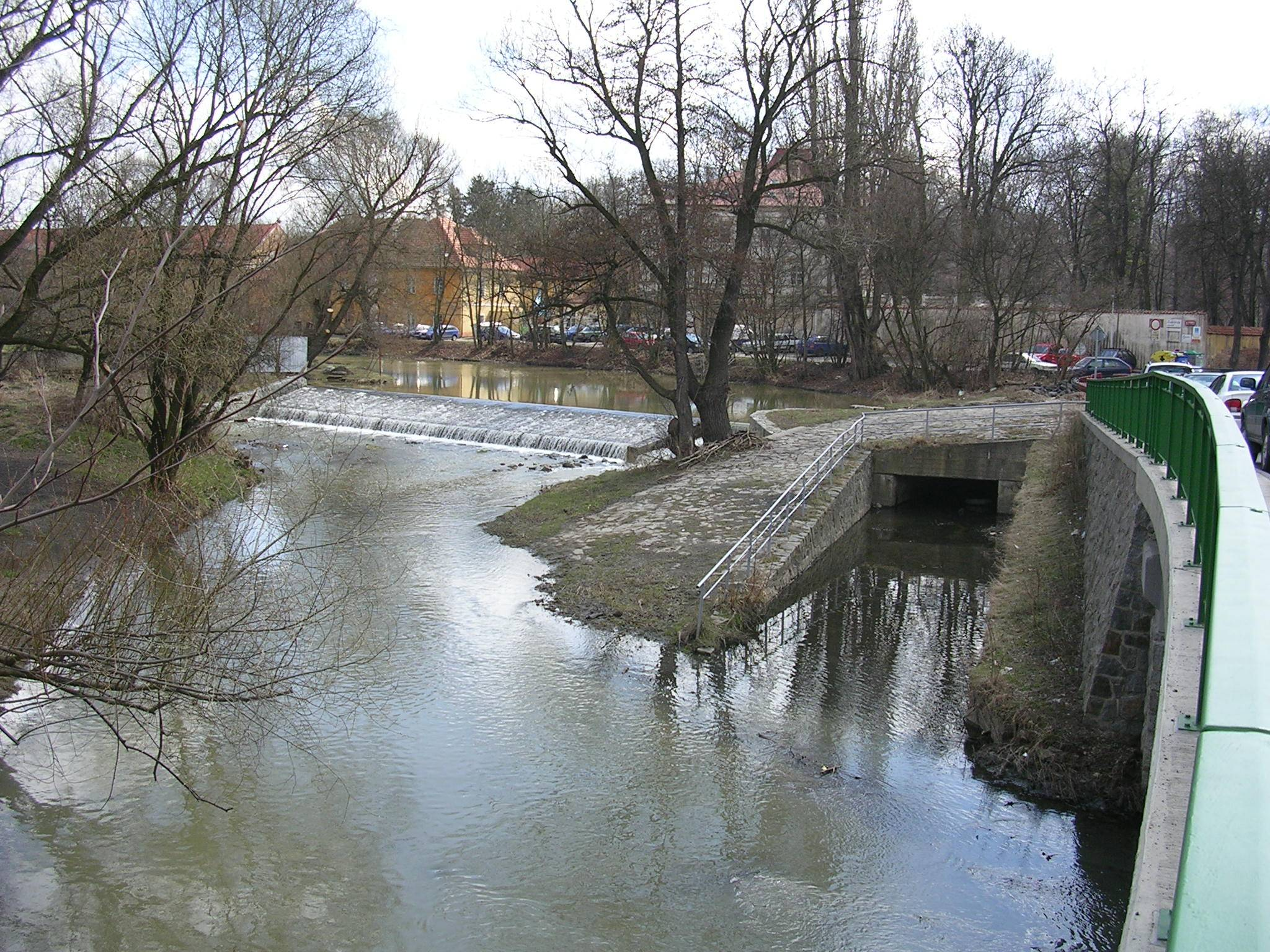
Splav u Záběhlického zámku, nad nímž odbočuje náhon Hamerského rybníka.

Hamerský rybník (slangově Hamrák) je boční rybník na náhonu Botiče v Záběhlicích v Praze v České republice. Pochází z roku 1770, kdy byly zřízeny měděné hamry. Mlýn zde byl už před zřízením rybníka. Náhon vede od splavu u záběhlického zámku. Rybník při svém vzniku zatopil pozůstatky původní záběhlické královské tvrze. Deklarovaný účel je rybochovný, krajinotvorný a protipožární, plocha hladiny 3,8 ha, objem nádrže 65 tisíc m³, hráze je zemní sypaná.

## Vodní režim
Rybník je napájen náhonem z Botiče, který se od potoka odděluje doleva na Záběhlickém jezu. Voda z rybníka je odváděna odvaděčem (BOP9L) o délce 300 m zpět do Botiče, do něhož ústí pod Jižní spojkou. Plocha mezi náhonem a Botičem bývala v minulosti pojmenovávána Růžový ostrov, celé pásmo v okolí náhonu bývalo centrem záběhlického maloprůmyslu.
Před revitalizací v roce 2009 byl náhon nefunkční a rybník tak neměl stálý přítok, což se projevovalo špatnou kvalitou vody. Městská část Praha 10 usilovala o zprovoznění náhonu, problémem byly komplikované vlastnické vztahy k pozemkům.

## Ekosystém
Na rybníku se vyskytuje labuť velká, lyska černá, skokan zelený, ropucha obecná, vzácně čolek obecný. V okolí bylo napočítáno 214 druhů motýlů. Na levém břehu je starý topol černý a olše.
Uprostřed rybníku se od roku 1960 nachází ostrůvek o rozloze asi 30 m², který slouží jako hnízdiště ptáků (kachny, labutě). Při revitalizaci v roce 2009 byl tento ostrůvek, označovaný jako vegetační, zpevněn těžkými kameny po obvodu a doplněn druhým, tzv. ptačím ostrovem oválného tvaru a rozměrů asi 15 × 20 metrů, který je určen pro racky a pokryt kačírkem.

## Využití
Původně byl rybník vybudován jako zdroj vody a vodní energie pro měděné hamry, ve které byl změněn dřívější mlýn Hutě (V hamrech), první zpráva o mlýnu existuje již z roku 1432. Hamry zde fungovaly v letech 1770–1880, majitelem byl původně Florián Springholz, později Jan Hibert. Podle nich se jmenovala osada Kupferhammer (Měděné hamry) a dnes se podle nich jmenuje i Hamerský rybník a Huťská ulice. V pražském okolí byly v té době pouze dvě takové dílny, druhá byla v Libni. V roce 1880 (?) na místě hamru zřídil František Ringhoffer malou slévárnu, později své aktivity přesunul na Smíchov. V roce 1912 sem František (Ferdinand?) Blecha z Nuslí přestěhoval První pražskou parostrojní prádelnu a chemickou čistírnu, zkráceně Standard. Obec mu ukládala i povinnost vyčistit Hamerský rybník, přestože jeho zápach byl způsoben splašky z Hostivaře i Záběhlic, jež marně usilovaly o zřízení kanalizace. Podnik dal název „K prádelně“ páteřní uličce středověkých Záběhlic, která se v letech 1927–1938 jmenovala Kostelní. Za války objekt užívala strojírenská firma Aktofot, po válce do 60. let národní podnik Meopta, v 70. letech Chirana Strašnice.
Nyní je význam rybníka převážně rekreační. Voda není vhodná a nebývá používána ke koupání, ale okolí rybníka je oblíbeným vycházkovým místem a při pravém břehu rybníka vyrostl i sportovně-rekreační areál s restaurací, při levém břehu je vinný sklípek. V zimě je zamrzlá hladina využívaná k bruslení.
Po revitalizaci roku 2009 má rybník sloužit i extenzivnímu chovu ryb a každé jaro má probíhat pravidelný výlov. Nasazuje se do něj 200–400 tisíc kusů plůdku kapra, štiky a líni.

## Královská tvrz
Při bagrování v únoru 1960 byly na dně rybníka nalezeny zbytky tvrze Václava IV., která byla zničena za husitských válek roku 1420. Roku 1770 byly její zbytky zatopeny Hamerským rybníkem. Při následném průzkumu bylo odkryto několik místností středověké stavby, pravděpodobně této Václavovy tvrze. Pod základy tvrze byly nalezeny zbytky slovanské keramiky z mladší doby hradištní.

## Revitalizace 2009
V roce 2007 získalo rybník hlavní město Praha do svého vlastnictví.

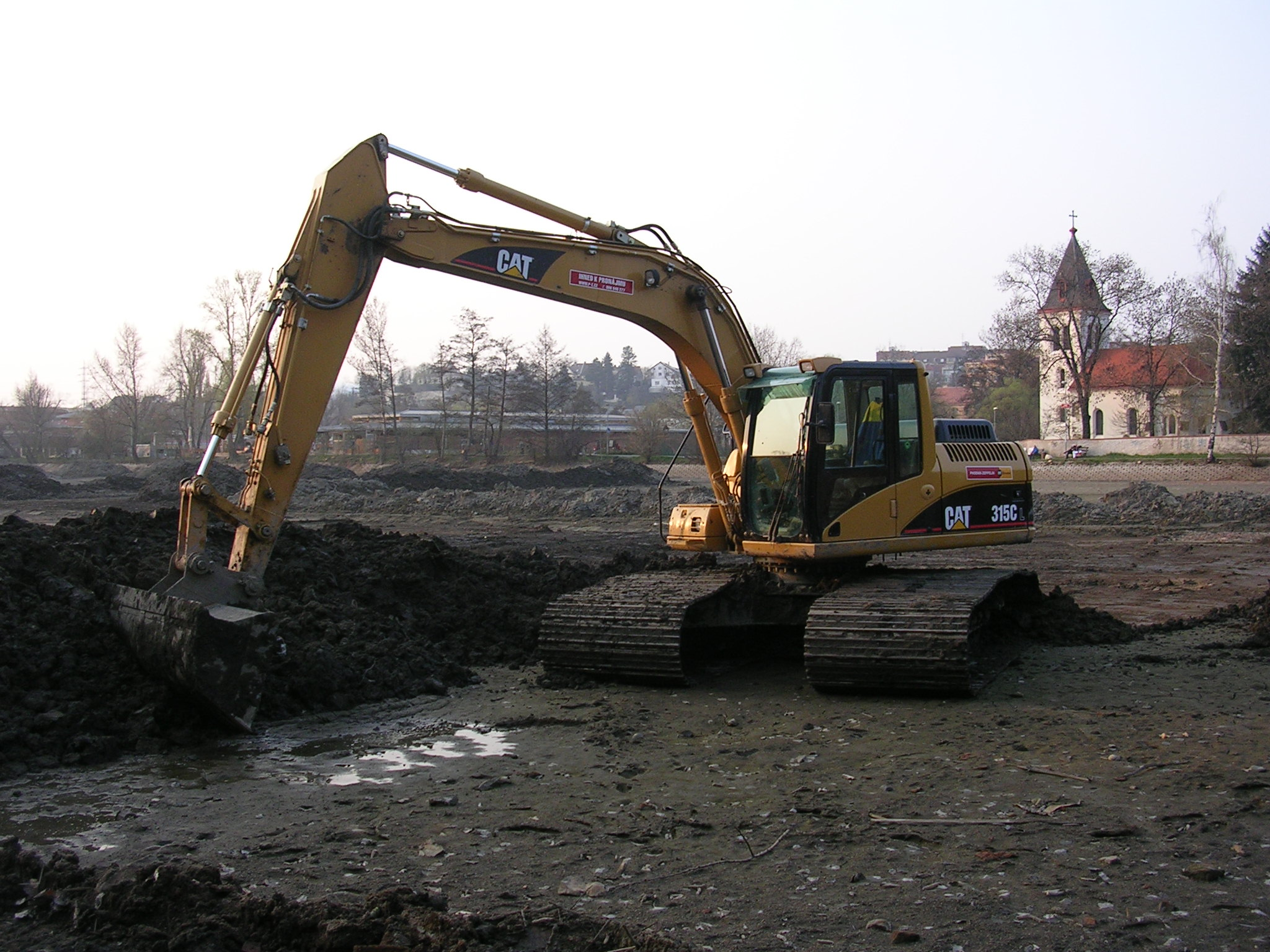
Odbahňování rybníka

Od dubna 2008 do prosince 2009 prošel rybník revitalizací, která spočívala ve vypuštění, odbahnění, úpravě břehů a opravě dalších objektů, vytvoření nových dvou ostrůvků místo původního a vymodelování litorálního pásma (mělčiny) pro bahenní rostliny a hnízdění ptáků po obou stranách vtoku (severní a jižní mokřad). Po podzimním výlovu 2008 byl rybník ponechán vypuštěný k vysychání dna, během zimy byla provedena základní úprava břehů, poté vlastní odbahnění a terénní úpravy za pomoci provizorní panelové komunikace po dně a koncem roku 2009 byl rybník napuštěn. Při rozboru bylo zjištěno, že bahno není nijak kontaminováno. Náklady činily 9 milionů Kč a hradilo je město Praha, další 4 miliony byly vyhrazeny na úpravu okolí. Dosavadní zpevnění břehů betonovými tvárnicemi, pneumatikami apod. bylo nahrazeno kamenným dlážděním, zchátralé vypuštěcí zařízení bylo zbouráno a nahrazeno novým, vyměněno bylo zábradlí, byly vykáceny přestárlé nebo nevhodné dřeviny. Mezi kapličkou u výpustě a vinným sklípkem byla bahnitá pěšina nahrazena asfaltovaným chodníkem, nově zavedeno veřejné osvětlení a umístěny lavičky a odpadkové koše, u vinného sklípku bylo vybudováno malé dětské hřiště.